# Astronidium kasiense
Astronidium kasiense är en tvåhjärtbladig växtart som beskrevs av Albert Charles Smith. Astronidium kasiense ingår i släktet Astronidium och familjen Melastomataceae. IUCN kategoriserar arten globalt som akut hotad. Inga underarter finns listade i Catalogue of Life.